# Eidy Moya
Eidy Moya est un boxeur vénézuélien né le 4 septembre 1974 à Barcelona. 

## Carrière
Passé professionnel en 1994, il remporte le titre vacant de champion du monde des poids coqs WBA le 14 octobre 2001 après sa victoire par KO au 11e round contre Adan Vargas. Moya perd son titre dès le combat suivant contre Johnny Bredahl le 19 avril 2002. Il met un terme à sa carrière en 2004 sur un bilan de 16 victoires et 3 défaites.

## Référence
1. ↑  (en) Eidy Moya vs. Adan Vargas (boxrec.com)